# Koigokoro
Singles de Nanase Aikawa
Break Out!
(1996) Troublemaker
(1997)
Koigokoro est le 5e single de Nanase Aikawa, sorti sous le label Avex Trax le 7 octobre 1996 au Japon. Il atteint la 2e place du classement de l'Oricon et reste classé pendant 20 semaines pour un total de 855 840 exemplaires vendus. Koigokoro se trouve sur l'album Paradox et les compilations ID et Rock or Die. Tenshi no You ni Odoresete se trouve aussi sur la compilation Paradox.

## Liste des titres
| 1. | Koigokoro (恋心)                                  |  |
| 2. | Tenshi no You ni Odoresete (天使のように踊れせて) |  |
| 3. | Koigokoro (Original Karaoke) (恋心)               |  |